# Вольский язык
Вольский язык — язык сабельской подветви италийских языков, на котором говорило племя вольски. Является близким родственником оскского и умбрского языков.

## Памятники
Засвидетельствован надписью, обнаруженной в Велитрах (ныне Веллетри), датируемой началом III в. до н.э, вырезанной на небольшой бронзовой пластинке, которая ныне хранится в Неаполитанском музее, которая ранее, вероятно, крепилась к вотивному предмету, посвящённому богу по имени Declunus (или же богине Decluna).

### Фонетика
Язык этой надписи достаточно понятен, и его сходство с языком игувинских таблиц довольно очевидно. С одной стороны, лабиализация изначально велярного q (вольское pis = латинское quis), а с другой — палатализация гуттурального c перед i (вольское facia = латинское faciat). Подобно умбрскому, но в отличие от латинского и оскского, все дифтонги вольского языка выродились в простые согласные (вольское se — оскское svai; вольское deue, старолатинское и оскское deiuai или deiuoi). Этот феномен весьма любопытен: явление, характерное для умбров, обнаружено в регионе, удалённом от Умбрии и ограниченном латинами на севере и говорящими на оскском языке самнитами на юге. По-видимому, феномен отражает сложные перемещения племён в Италии в доисторический период.

### Морфология
Название Volsci принадлежит к так называемой группе -co- племенных названий в центральной части и на западном побережье Италии. Все эти племена были подчинены римлянами до конца IV в. до н. э., а ранее, за столетие до этого, их покорили самниты. Это были (с юга на север) оски, аврунки, герники, марруцины, фалиски; с ними, без сомнения, были связаны изначальные обитатели Ариции и Сидицинума.
Тот же формант прослеживается в прилагательном Mons Massicus, а также в топонимах Glanica и Marica в области проживания аврунков, Graviscae в южной Этрурии и нескольких других в центральной Италии. Возможно, тот же формант прослеживается в экзонимах Etrusci/Tusci — названиях, данных этрускам соседями-италиками. Самнитские и римские завоеватели обычно называли соседние или покорённые народы иначе, данные ими экзонимы нередко содержали суффикс -no-, таким образом марруки превратились в марруцинов, сарики — в арицинов, и представляется вероятным, что названия Sidicini, Carecini и т. п. также возникли в результате того же процесса.
Предполагается, что племена с формантом -co- занимали центральную часть и западное побережье Италии во времена, современные этрусскому вторжению, тогда как племена с формантом -no- достигли этой части Италии лишь много позже этрусского вторжения на полуостров.